# Razdalja
Razdálja je dolžina poti med dvema točkama. Je numerični opis kako daleč v prostoru so telesa v poljubnem trenutku v času. V fiziki ali v vsakodnevni rabi se razdalja nanaša na dolžino, časovno dobo ali na kaj drugega po kakšnih drugih kriterijih. V relativistični fiziki se razdalja med dvema dogodkoma v štirirazsežnem prostoru Minkowskega imenuje tudi razmík. Razdalja je eden osnovnih pojmov v geometriji in se pogosto pojavlja v drugih znanostih, vedah in področjih kot so: astronomija, geodezija, navigacija idr. Za dolžino poti med dvema krajema ali točkama, oziroma za razdaljo telesa od drugega referenčnega telesa, se pogosto rabi tudi izraz oddáljenost, ki je v tem pomenu sopomenka razdalji.
Izraza »razdalja od točke A do točke B« in »razdalja med točko B in točko A (med točkama A in B)« sta večinoma izmenljiva med seboj.
V matematiki se razdaljo med točkama A in B označi |AB| ali d(A,B). Če sta točki v prostoru podani s koordinatami: A(x1,y1,z1) B(x2,y2,z2), se lahko razdaljo med njima izračuna po formuli:
{\displaystyle |AB|={\sqrt {(x_{2}-x_{1})^{2}+(y_{2}-y_{1})^{2}+(z_{2}-z_{1})^{2}}}\!\,.}
Za točke v ravnini pa velja:
{\displaystyle |AB|={\sqrt {(x_{2}-x_{1})^{2}+(y_{2}-y_{1})^{2}}}\!\,.}
Za razdaljo veljajo naslednje osnovne značilnosti, ki se imenujejo tudi aksiomi razdalje:
- |AB| ≥ 0     (razdalja je vedno nenegativna)
- |AB| = 0, če in samo če je A = B
- |AB| = |BA|     (simetričnost)
- |AB| ≤ |AC| + |CB|     (trikotniška neenakost - dolžina ene stranice v trikotniku je vedno manjša od vsote dolžin ostalih dveh stranic)

Ti aksiomi so v matematiki osnova za definicijo pojma metrika, ki pomeni posplošitev pojma razdalje.